# The Irritating Maze
(Incipit dell'avvertenza nella versione occidentale.)
The Irritating Maze, in Giappone conosciuto come Ultra Denryu Iraira Bou (ウッチャンナンチャンの炎のチャレンジャー ウルトラ電流イライラ棒?, Utchan'nanchan no Honō no Charenjā Urutora Denryū Irairabō), è un videogioco arcade sviluppato da Saurus e pubblicato da SNK nel 1997 sulla scheda hardware Neo Geo. È il primo e unico titolo nella sua softeca ad avere un cabinato autonomo, dove al posto del tradizionale joystick vi si assembla una trackball. Ciò nonostante fece una prima apparizione in sala giochi con l'originale versione elettromeccanica realizzata da SNK, da gennaio dello stesso anno solo nel Sol Levante.
Trattasi di un rompicapo basato su Irairabō (イライラ棒?), la prova più popolare del programma televisivo giapponese Utchan'nanchan no Honō no Charenjā Korega Dekitara 100 Man-en!! (ウッチャンナンチャンの炎のチャレンジャー これができたら100万円!!?), di genere game show, andato in onda su TV Asahi dal 1995 al 2000. Essa trae ispirazione dal gioco passatempo del Buzz Wire.

## Modalità di gioco
Il semplice gameplay di cui The Irritating Maze è strutturato consiste nel muovere tramite la trackball un bastone di ferro, lungo tre peculiari percorsi con solo bordi in telaio metallico ad alimentazione elettrica costituiti da variegati (ed elettrificati) ostacoli mobili. Sullo schermo, l'arnese in questione lo si mostra brandito virtualmente e inserito all'interno di essi da uno dei due concorrenti (scelto come avatar prima che la partita abbia inizio, in base al sesso); per la prospettiva di entrambi in prima persona viene visto di faccia dalla punta dell'impugnatura.
I percorsi citati sono abbinati a delle non selezionabili difficoltà: Novice (facile), Expert (medio) e Professional (difficile). Il giocatore avvalendosi di tale bastone lo guida con destrezza nel cercare di raggiungere il punto d'arrivo, facendo però attenzione durante i movimenti a non toccare il bordo o un ostacolo, poiché perderebbe una delle due vite iniziali a disposizione e tornare alla partenza, oppure riprendere dall'ultimo checkpoint conquistato. Si può notare di come al momento del contatto, sotto il monitor del cabinato vedranno scattare per un istante i flash delle lampadine e la fuoriuscita d'aria dalle ventole, in modo da "simulare" all'utente lo shock elettrico subito.
L'obiettivo tuttavia è compiere su ciascun percorso il tempo migliore prima che il conto alla rovescia sul timer giunge a 0 (i secondi sono prorogabili grazie appunto ai checkpoint). Qualora il giocatore dovesse riuscirci riceve anche la vita extra. Alla fine, mediante la somma dei tempi di gioco finora registrati si ottiene quello totale.

## Eredità
In seguito al grande successo sia in TV con l'originaria trasmissione che in sala giochi dalle suddette versioni di The Irritating Maze, sempre in Giappone uscirono ancora nelle sale tre nuove varianti elettromeccaniche con differenti nomi, realizzate da aziende videoludiche quali NMK e la stessa SNK, così come la commercializzazione di una linea su licenza di giocattoli da parte di Takara.
Ma soprattutto, su console videro la luce due titoli successivi a esso, entrambi migliorati con il passaggio alla grafica 2.5D. Il primo per Nintendo 64, Utchan'nanchan no Honō no Charenjā Denryū Irairabō, venne sviluppato da Yuke's e pubblicato da Hudson Soft solo in Giappone il 19 dicembre 1997. Il secondo invece è Irritating Stick (ウッチャンナンチャンの炎のチャレンジャー 電擊イライラ棒 リターンズ?, Utchan'nanchan no Honō no Charenjā Dengeki Irairabō Ritānzu) per PlayStation, nuovamente a opera di Saurus e distribuita dalla medesima in madrepatria il 19 marzo 1998, mentre in Nord America dalla Jaleco il 3 febbraio 1999.